# ماهی الکتریکی
ماهی الکتریکی هر ماهی که می‌تواند میدان الکتریکی تولید بدین صفت شناخته می‌شود. ماهی که می‌تواند میدان الکتریکی تولید کند الکتروژنیک گفته می‌شود در حالی که به ماهی‌ای که توانایی برای تشخیص میدان‌های الکتریکی دارد الکترورسیو گفته می‌شود. اکثر ماهی‌های الکتروژنیک الکترورسیو نیز هستند . بیشتر ماهی‌های نگهداری شده در آکواریوم و صید شده جهت مصرف غذایی در گروه الکتروژنیک یا الکترورسیو نیستند.